# Megalodontes scythicus
Megalodontes scythicus is een vliesvleugelig insect uit de familie van de Megalodontesidae. De wetenschappelijke naam van de soort is voor het eerst geldig gepubliceerd in 1988 door Zhelochovtsev.